# Australischer Anemonenfisch
Der Australische oder Westaustralische Anemonenfisch (Amphiprion rubrocinctus) kommt nur an der Küste des nordwestlichen Australien (etwa vom Ningaloo Reef bis zur Nordostspitze des Arnhemlands) in Wassertiefen von einem bis acht Metern vor. Er lebt mit der Blasenanemone (Entacmaea quadricolor) und der Riesenanemone (Stichodactyla gigantea) in Symbiose.

## Merkmale
Der Australische Anemonenfisch wird 9,5 bis zwölf Zentimeter lang. Die Länge beträgt das 1,7 bis 2fache der Körperhöhe. Er ist dunkelrot gefärbt. Alle Flossen sind rot. Auf jeder Kopfseite befindet sich hinter dem Auge ein weißer Querstreifen. Mit zunehmendem Alter wird der Körper, beginnend auf dem hinteren Rücken, zunehmend schwärzlich, die Querstreifen werden immer schmaler und schwächer. 
Die Rückenflosse hat zehn Hart- und 15 bis 18 Weichstrahlen, die Afterflosse zwei Hart- und 13 bis 15 Weichstrahlen. Die Brustflossen werden von 18 bis 19 Flossenstrahlen gestützt. Auf dem ersten Kiemenbogen befinden sich 18 bis 19 Kiemenreusenfortsätze.  Die Seitenlinie wird von 32 bis 44 Schuppen begleitet.